# Das deutsche Kind
Das deutsche Kind ist ein deutscher Fernsehfilm aus dem Jahr 2017. Anhand der Handlung – in der ein Waisenkind in die Obhut einer muslimischen Familie kommt – thematisiert der Film gesellschaftlich-familiäre Konflikte in einer Migrationsgesellschaft und Islamfeindlichkeit.

## Handlung
Die alleinerziehende Natalie Unger lebt mit ihrer sechsjährigen Tochter Pia in Hannover. Ihre beste Freundin Sehra Balta wohnt mit Ehemann Cem und Tochter Hanna in der Wohnung gegenüber. Die Baltas sind eine gläubige muslimische Familie mit türkischen Wurzeln. Sehras Vater ist Vorsitzender des lokalen Moscheevereins, ihr Ehemann islamischer Theologe und angehender Imam, dessen Reformideen in der Gemeinde auf gewissen Widerstand stoßen. Eines Abends übernehmen die Baltas die Aufsicht für Pia - die sie seit ihrer Geburt kennen, damit Natalie ein Date wahrnehmen kann. Wenige Stunden später werden sie als Natalies Notfallkontakt informiert, dass Natalie Opfer eines Verkehrsunfalls geworden ist. Im Krankenhaus erfahren Sehra und Cem aufgelöst, dass Natalie infolge ihrer schweren Verletzungen verstorben ist.
Zunächst kommt Pia in Obhut ihrer Großeltern, bis kurz darauf das Testament ihrer Mutter eröffnet wird. Natalie hat verfügt, dass ausdrücklich nicht ihre Eltern – zu denen sie den Kontakt abgebrochen hatte – sondern die Baltas das Sorgerecht für Pia erhalten sollen. Cem hat starke Vorbehalte die Vormundschaft anzunehmen, er fürchtet sich davor, Natalie ihren Großeltern "wegzunehmen" und Konflikte infolge der unterschiedlichen Sozialisierung, insbesondere in kulturell-religiöser Hinsicht. Sehra hingegen ist von Beginn an entschlossen den letzten Wunsch ihrer verstorbenen Freundin zu erfüllen. Schließlich überzeugt sie ihren Mann und die beiden übernehmen die Vormundschaft. 
Wie Cem befürchtet hat, führt die Entscheidung für die Baltas schon bald zu Konflikten; an erster Stelle mit Pias Großeltern, vor allem der dominanten Großmutter Christine, die darunter leidet, dass Pia ihr entrissen wird und sie ihre Enkelin nur jedes zweite Wochenende sehen darf. Pias Lehrerin legt Sehra nahe, dass es vielleicht besser wäre, wenn Pia bei der "eigenen Familie" aufgehoben wäre. Auch gegenüber ihrer eigenen Familie müssen sich die Baltas rechtfertigen. Sehras Vater kann die Gefühle von Pias Großeltern nachvollziehen, dass ihr Enkelkind "zu Fremden" kommt. Cems und Sehras Entscheidung, Pia weder Türkisch beizubringen, noch sie im muslimischen Glauben zu erziehen - Pia soll später selbst die Entscheidung treffen, ob und woran sie glauben will, bringt ihnen zudem den Vorwurf ein, ihre türkische Herkunft zu verleugnen und "die deutsche Vorzeigefamilie" zu spielen. Cem und Sehras eigene Tochter Hanna wiederum ist eifersüchtig, weil ihre Eltern Pia mehr Aufmerksamkeit schenken, damit sie sich schnell einlebt. 
Als Pia nach einem Wochenende bei ihren Großeltern abgeholt wird, erfahren die Baltas, das diese sie heimlich getauft haben. Cem will den Konflikt vermeiden, doch Sehra stellt Pias Großeltern zur Rede und verweist darauf, dass diese als Nicht-Vormunde dazu kein Recht haben. Christine Unger entgegnet, nicht abzuwarten "bis unser Enkelkind eines Tages Kopftuch trägt", im muslimischen Glauben und "zur Unterwürfigkeit", statt Gleichberechtigung erzogen wird. Sehra, die damit persönlich angegriffen wird, droht den Ungers, all dies dem Jugendamt zu melden und die Ungers "froh sein können, wenn sie Pia dann überhaupt noch sehen dürfen." Nach dieser Eskalation legen die Ungers gerichtlich Widerspruch gegen das Sorgerecht der Baltas ein. Da der Anhörungstermin nur ein paar Tage nach einem Besuchswochenende ist, befürchten die Baltas, dass Pias Großeltern massiven Druck auf das Mädchen ausüben werden, damit sie später vor Gericht zulasten der Baltas aussagt. Um dies zu verhindern, informieren sie die Ungers wahrheitswidrig an besagten Wochenende darüber, dass Pia krank sei. Die Ungers finden ihrerseits den Schwindel heraus und holen Pia wenige Tage später eigenhändig von der Schule mit zu sich nach Hause. 
Neben den Konflikten wegen Pia treibt die Baltas eine Unterschriftenkampagne gegen den geplanten Moscheeneubau um. Gegen anfänglichen Widerstand überzeugt Cem die Moscheegemeinde schließlich, einen Infoabend zu veranstalten, um den Bewohnern in der Nachbarschaft die Sorgen zu nehmen. Auf der öffentlichen Infoveranstaltung unter Leitung von Cem, die im Beisein von Journalisten erfolgt, taucht plötzlich Christine Unger auf und erklärt dem verstörten Publikum, die Baltas hätten ihr ihre Enkelin entrissen, sich das Sorgerecht erschlichen und würden sie zu einer "hörigen Muslimin" erziehen. In der Presse sorgt der Vorfall für Schlagzeilen. Um die Situation zu entschärfen, trifft sich Cem mit einer Journalistin der Boulevard-Zeitung Hannover Kurier. Im Gespräch weist er die Behauptung, dass Pia indoktriniert werde, entschieden zurück und verweist auf seine Jugendarbeit in der Moschee um junge Menschen von Radikalisierung und einer gewaltlegitimierenden Interpretation des Islam anzubringen, auch da er selbst wisse, wie verführerisch radikale Gruppen seien. Die Journalistin greift dies auf und fragt, ob Cem früher radikal und Salafist gewesen sei. Cem verlässt das Gespräch. Am nächsten Tag entdeckt er, dass in die Moscheegemeinde eingebrochen wurde; die Räumlichkeiten sind verwüstet und mit islamfeindlichen Parolen verschmiert. Die Gemeinde konfrontiert ihn mit dem Vorfall und der Schlagzeile des Hannover Kurier "Ich war Salafist - Imam legt Beichte ab." Sehras Vater eröffnet Cem, die Entscheidung der Gemeindemitglieder, dass Cem in der Moschee nicht mehr predigen und auch nicht Nachfolger des Imams werden wird. Zuhause entdeckt Cem verstört, dass jemand einen Schweinekopf vor seiner Wohnung deportiert hat. Unter dem Eindruck der Ereignisse schlägt Cem vor, dass Pia für einige Zeit zu den Ungers geht; Sehra fürchtet, dass diese dies sogleich vor Gericht gegen sie verwenden werden.
Es kommt zur Anhörung vor Gericht. Während Sehra erklärt, dass es trotz Problemen gut laufe, erklärt Cem wahrheitswidrig, dass er Pia von Anfang an nicht haben wollte, nichts für sie empfinde und sie nie zu seiner Familie gehören werde. Sehra ist zutiefst verstört durch das Verhalten ihres Ehemannes, der meint "es sei besser so", wenn Pia zu ihren Großeltern kommt. Als Pia zu ihren Großeltern gebracht wird, fällt ihr die Trennung von den Baltas sehr schwer. Zuhause muss Cem feststellen, dass Sehra ihn verlassen hat und zu ihren Eltern gegangen ist. 
Eines Tages bekommt Cem Besuch von zwei Polizeibeamten, die in der Wohnung nach Pia suchen und ihm eröffnen, dass die Ungers das Mädchen als vermisst gemeldet haben. Cem sucht die Ungers auf und macht sich zusammen mit Christine Unger auf die Suche nach Pia. Sie erzählt ihm, warum ihre Tochter Natalie den Kontakt zu ihr und ihrem Mann abgebrochen hat: Natalie wurde während ihrer Studienzeit von einem im Ausland lebenden verheirateten Mann schwanger. Ihre Mutter riet ihr das Kind abzutreiben - Natalie, die sich für das Kind entschied, konnte ihr dies nicht verzeihen und Christine Unger war zu stolz, ihre Tochter um Verzeihung zu bitten. Als sie zu seiner Wohnung fahren, treffen sie Sehra, deren Suche nach Pia ebenfalls erfolglos verlaufen ist. Cem und Sehra sprechen sich aus, wobei ihr Cem eröffnet, dass sie "mit allem Recht gehabt" habe. Er will noch einmal nach Pia suchen und verlässt die Wohnung, als er im Hausflur bemerkt, dass die Tür der leeren Wohnung von gegenüber – wo Natalie und Pia einst lebten – nicht verschlossen ist. Hastig eilt Cem hinein und findet Pia schlafend in ihrem alten, leeren Kinderzimmer vor und bringt das schlafende Mädchen in seine Wohnung. Cem und die überglückliche Sehra reichen sich an Pias Bett die Hand und versöhnen sich. Christine Unger beobachtet die Szene. 
Einige Zeit später. Pia lebt inzwischen wieder bei den Baltas und feiert ihren siebten Geburtstag. Die Baltas begrüßen herzlich Pias Großeltern, die zur Feier gekommen sind. 

## Veröffentlichung
Der Film wurde am 25. Oktober 2017 auf den Hofer Filmtagen uraufgeführt und am 4. April 2018 im Ersten ausgestrahlt wurde.

## Kritik
"Ein außergewöhnlicher Fernsehfilm zum Thema Integration, in dem es weniger um Glaubensvorstellungen und Kulturtraditionen als um universelle ethische Werte geht." - Wolfgang Platzek, Berliner Morgenpost 
"Herausragend umgesetzte Zerreißprobe." - Maximilian Haase, Prisma
"Eine deutsche Christin, die bei türkischen Pflegeeltern aufwächst? Bei einem Vater, der angehender Imam ist und früher mal Salafist war? Bei einer Mutter mit Kopftuch? Anders gefragt: Würden Sie für den Fall Ihres Ablebens eine Sorgerechts-Verfügung aufsetzen, dass Ihr Kind zu den türkischen Nachbarn kommt, nicht zu den deutschen Großeltern? Die Fragen, die der Fernsehfilm „Das deutsche Kind“ stellt, sind vor dem Hintergrund des Islamstreits hochaktuell. Man könnte auch sagen, das ist der richtige Film zur richtigen Zeit, der Film zur Seehofer-These, dass der Islam nicht zu Deutschland gehört." - Markus Ehrenberg, Tagesspiegel.

„Eine nicht immer glaubwürdig konstruierte Geschichte um Kindeswohl, Kopftuch & Moscheebau. Ungewöhnlich die Darstellung einer muslimischen Familie ohne die üblichen Klischees. Im Zentrum ein angehender Imam, der für einen aufgeklärten Islam steht, gespielt von dem sanften Riesen Murathan Muslu. In den Frauenrollen überzeugen Neshe Demir und Katrin Sass.“

## Auszeichnungen
- 2018: Deutscher Regiepreis Metropolis in der Kategorie Beste Regie Fernsehfilm für Umut Dağ[5]
- 2019: Nominierung für den Grimme-Preis
- 2019: Nominierung von Neshe Demir für den Bayrischen Filmpreis als Beste Schauspielerin für ihre Rolle der Sehra Balta.[6]